# Communauté de communes du Vexin Thelle
Die Communauté de communes du Vexin Thelle (offizielle Schreibweise: Communauté de communes du Vexin-Thelle) ist ein französischer Gemeindeverband mit der Rechtsform einer Communauté de communes im Département Oise in der Region Hauts-de-France. Sie  wurde am 13. April 2000 gegründet und umfasst 37 Gemeinden (Stand: 1. Januar 2019). Der Verwaltungssitz befindet sich in der Gemeinde Chaumont-en-Vexin.

## Historische Entwicklung
Am 1. Januar 2018 wurde die Gemeinde Villers-sur-Trie nach Trie-Château eingemeindet.
Ebenfalls mit Wirkung vom 1. Januar 2018 schlossen sich die Gemeinden Boury-en-Vexin und Courcelles-lès-Gisors der Communauté de communes du Vexin Normand im Département Eure an. Das Verwaltungsgericht in Amiens hat jedoch dem Einspruch der Communauté de communes du Vexin Thelle entsprechend die Erlasse der Präfekten der Départements Eure und Oise ausgesetzt. Mit Wirkung des 30. März 2018 sind diese wieder Mitglied dieses Gemeindeverbands.
Mit Wirkung vom 1. Januar 2019 gingen die ehemaligen Gemeinden Énencourt-le-Sec, Boissy-le-Bois und Hardivillers-en-Vexin in die Commune nouvelle La Corne en Vexin auf. Die ehemalige Gemeinde Bachivillers ging in die Commune nouvelle Montchevreuil auf, die zum Gemeindeverband Communauté de communes des Sablons gehört.

## Mitgliedsgemeinden
| Gemeinde                               | Einwohner 1. Januar 2022 | Fläche km² | Dichte Einw./km² | Code INSEE | Postleitzahl |
| -------------------------------------- | ------------------------ | ---------- | ---------------- | ---------- | ------------ |
| Boubiers                               | 385                      | 10,35      | 37               | 60089      | 60240        |
| Bouconvillers                          | 431                      | 4,79       | 90               | 60090      | 60240        |
| Boury-en-Vexin                         | 343                      | 11,09      | 31               | 60095      | 60240        |
| Boutencourt                            | 215                      | 7,51       | 29               | 60097      | 60590        |
| Chambors                               | 303                      | 6,65       | 46               | 60140      | 60240        |
| Chaumont-en-Vexin                      | 3.359                    | 18,54      | 181              | 60143      | 60240        |
| Courcelles-lès-Gisors                  | 811                      | 6,92       | 117              | 60169      | 60240        |
| Delincourt                             | 533                      | 8,05       | 66               | 60195      | 60240        |
| Énencourt-Léage                        | 116                      | 4,46       | 26               | 60208      | 60590        |
| Éragny-sur-Epte                        | 599                      | 8,53       | 70               | 60211      | 60590        |
| Fay-les-Étangs                         | 470                      | 8,47       | 55               | 60228      | 60240        |
| Fleury                                 | 586                      | 6,29       | 93               | 60239      | 60240        |
| Fresne-Léguillon                       | 440                      | 7,31       | 60               | 60257      | 60240        |
| Hadancourt-le-Haut-Clocher             | 379                      | 8,67       | 44               | 60293      | 60240        |
| Jaméricourt                            | 309                      | 4,25       | 73               | 60322      | 60240        |
| Jouy-sous-Thelle                       | 1.067                    | 12,78      | 83               | 60327      | 60240        |
| La Corne en Vexin                      | 544                      | 16,85      | 32               | 60209      | 60240        |
| La Houssoye                            | 605                      | 6,50       | 93               | 60319      | 60390        |
| Lattainville                           | 174                      | 3,44       | 51               | 60352      | 60240        |
| Lavilletertre                          | 637                      | 16,22      | 39               | 60356      | 60240        |
| Le Mesnil-Théribus                     | 776                      | 6,61       | 117              | 60401      | 60240        |
| Liancourt-Saint-Pierre                 | 577                      | 12,69      | 45               | 60361      | 60240        |
| Lierville                              | 222                      | 7,75       | 29               | 60363      | 60240        |
| Loconville                             | 331                      | 5,53       | 60               | 60367      | 60240        |
| Monneville                             | 769                      | 9,19       | 84               | 60411      | 60240        |
| Montagny-en-Vexin                      | 676                      | 4,18       | 162              | 60412      | 60240        |
| Montjavoult                            | 525                      | 16,73      | 31               | 60420      | 60240        |
| Parnes                                 | 318                      | 12,43      | 26               | 60487      | 60240        |
| Porcheux                               | 675                      | 4,71       | 143              | 60510      | 60390        |
| Reilly                                 | 116                      | 8,32       | 14               | 60528      | 60240        |
| Senots                                 | 351                      | 6,25       | 56               | 60613      | 60240        |
| Serans                                 | 187                      | 8,79       | 21               | 60614      | 60240        |
| Thibivillers                           | 214                      | 6,35       | 34               | 60630      | 60240        |
| Tourly                                 | 171                      | 3,32       | 52               | 60640      | 60240        |
| Trie-Château                           | 1.878                    | 13,34      | 141              | 60644      | 60590        |
| Trie-la-Ville                          | 306                      | 4,55       | 67               | 60645      | 60590        |
| Vaudancourt                            | 163                      | 4,67       | 35               | 60659      | 60240        |
| Communauté de communes du Vexin Thelle | 20.561                   | 313,08     | 66               | –          | –            |